# Saint-Laurent-du-Maroni
Saint-Laurent-du-Maroni (em português São Lourenço do Maroni e em crioulo Senloran di Maronni) é uma comuna francesa do departemento ultramarino francês da Guiana Francesa. Situa-se próximo à foz do rio Maroni, junto à fronteira com o Suriname, a nordeste do continente sul-americano. A localidade abriga uma base militar. Sua população em 2019 era de 47,621 habitantes
A vila foi um local de deportação para os condenados a trabalhos forçados durante a Revolução Francesa, e depois entre 1852 e 1945.
Lá estiveram presos homens ilustres, como Alfred Dreyfus, o famoso oficial francês que foi acusado de traição e absolvido após a brilhante defesa promovida pelo escritor Émile Zola; e o notório Henri Charrière, o Papillon, que foi condenado injustamente e conseguiu fugir da ilha do Diabo após muitas tentativas de fuga e muitos anos de prisão cumpridos em solitária. Sobre o último existe inclusive uma superprodução cinematográfica, Papillon com Steve McQueen e Dustin Hoffman nos papéis principais, baseada no livro escrito por Charrière depois que obteve asilo na Venezuela. O sistema penitenciário da Guiana Francesa foi uma verdadeira nódoa no Direito Penal francês. Em Saint Laurent, os pântanos, as cobras e os jacarés eram os muros que impediam as fugas. Nas ilhas, o que segurava os prisioneiros eram as correntes marítimas e os tubarões. Mas o Papillon, determinado a reconquistar a liberdade, fez uma jangada com sacos de estopa cheios de cocos e atirou-se de um penhasco da ilha do Diabo, conseguindo deixar aquele local deitado sobre a rústica embarcação que construíra.